# 巴比安内罗别墅

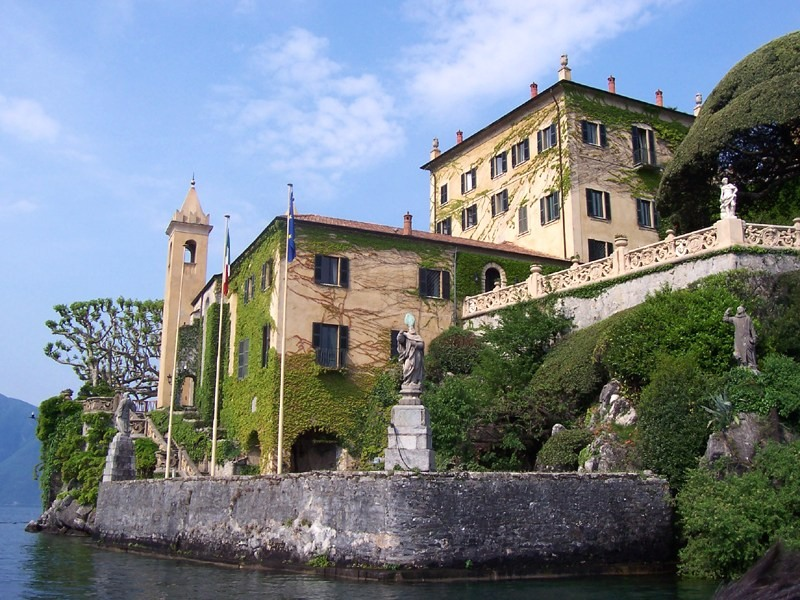
巴比安内罗别墅

巴比安内罗别墅（Villa del Balbianello）是位于意大利北部科莫省伦诺的一座别墅。它位于科莫湖西南分支的西岸，Dosso d'Avedo半岛的顶端，以其精致的花园而闻名。

## 历史
自13世纪以来，Dosso d'Avedo半岛的尖端有一个方济各会修道院。修道院教堂钟楼的双塔仍然存在。
1785年，红衣主教Angelo Maria Durini购买了修道院。1787年，他将修道院建筑改建为别墅，用于夏天避暑，并且增加了凉廊，分别能看到二个不同的科莫湖全景。
1919年，美国商人巴特勒·埃姆斯购买了这座别墅。1974年，埃姆斯的继承人把别墅卖给了商人和探险家Guido Monzino（第一个攀登珠穆朗玛峰的意大利探险队的领导人） 。
1988年Monzino 死后，别墅归属意大利环境基金。
2015年，该别墅接待了90000名访客。

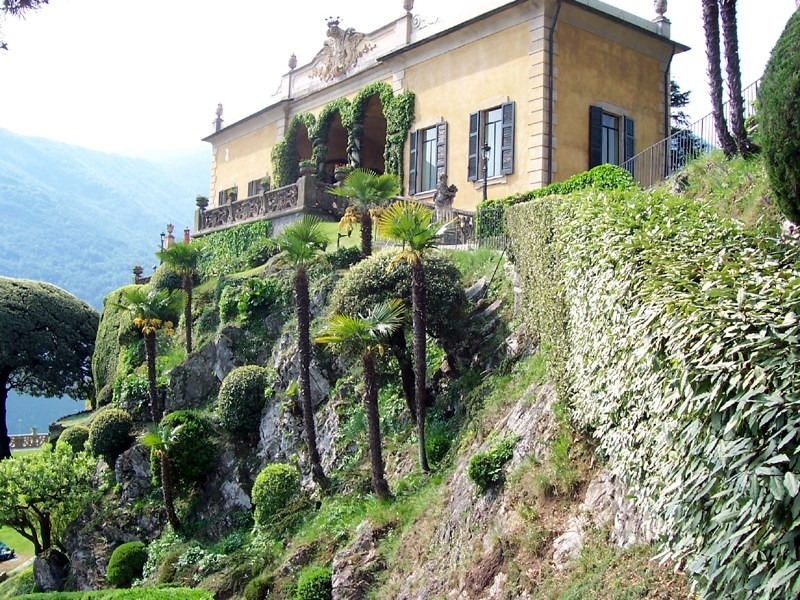
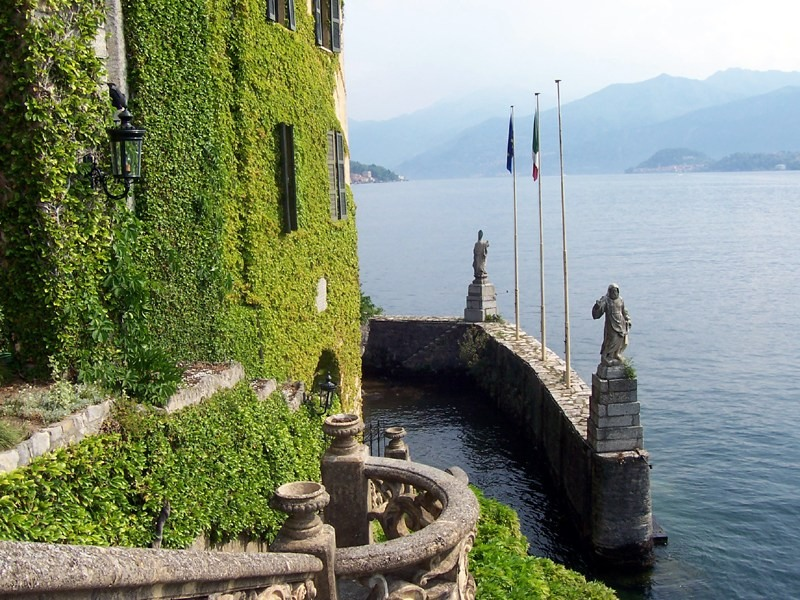
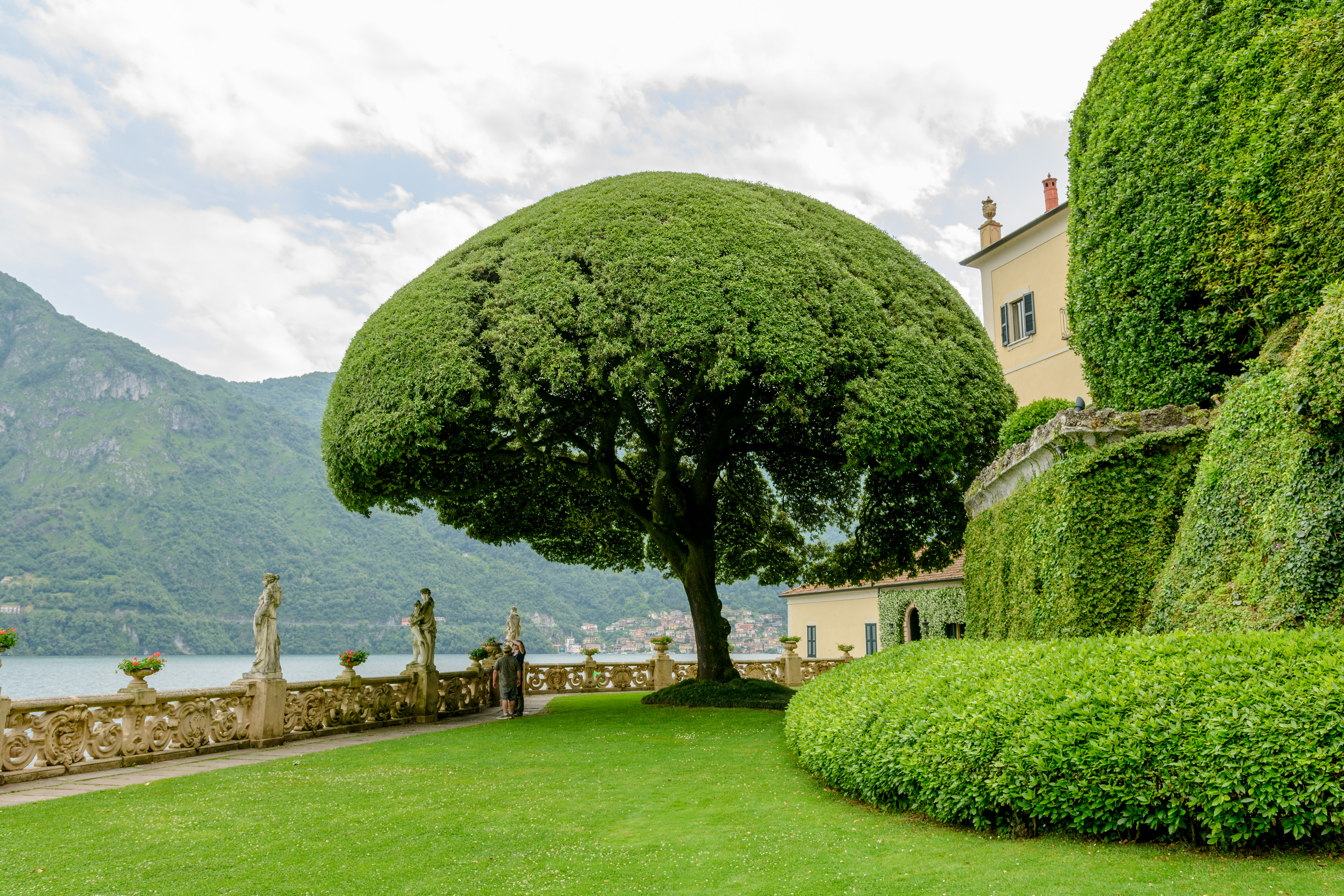
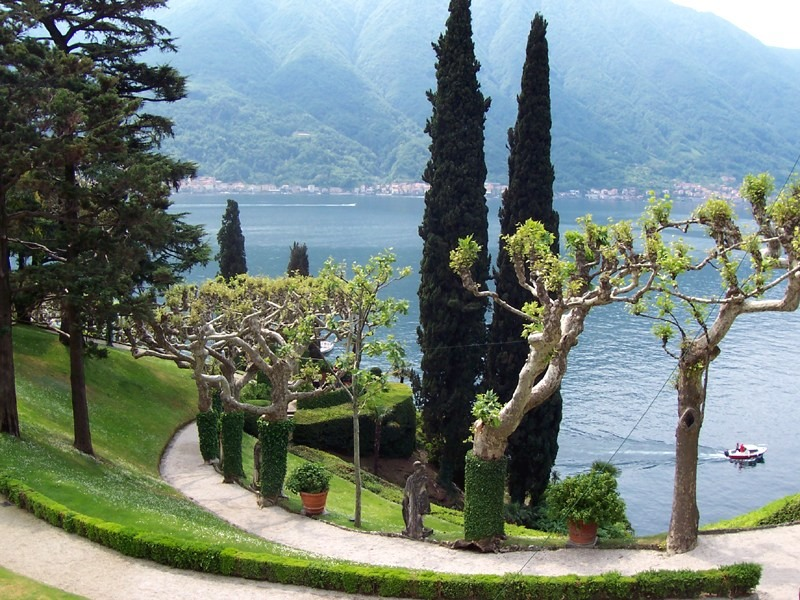
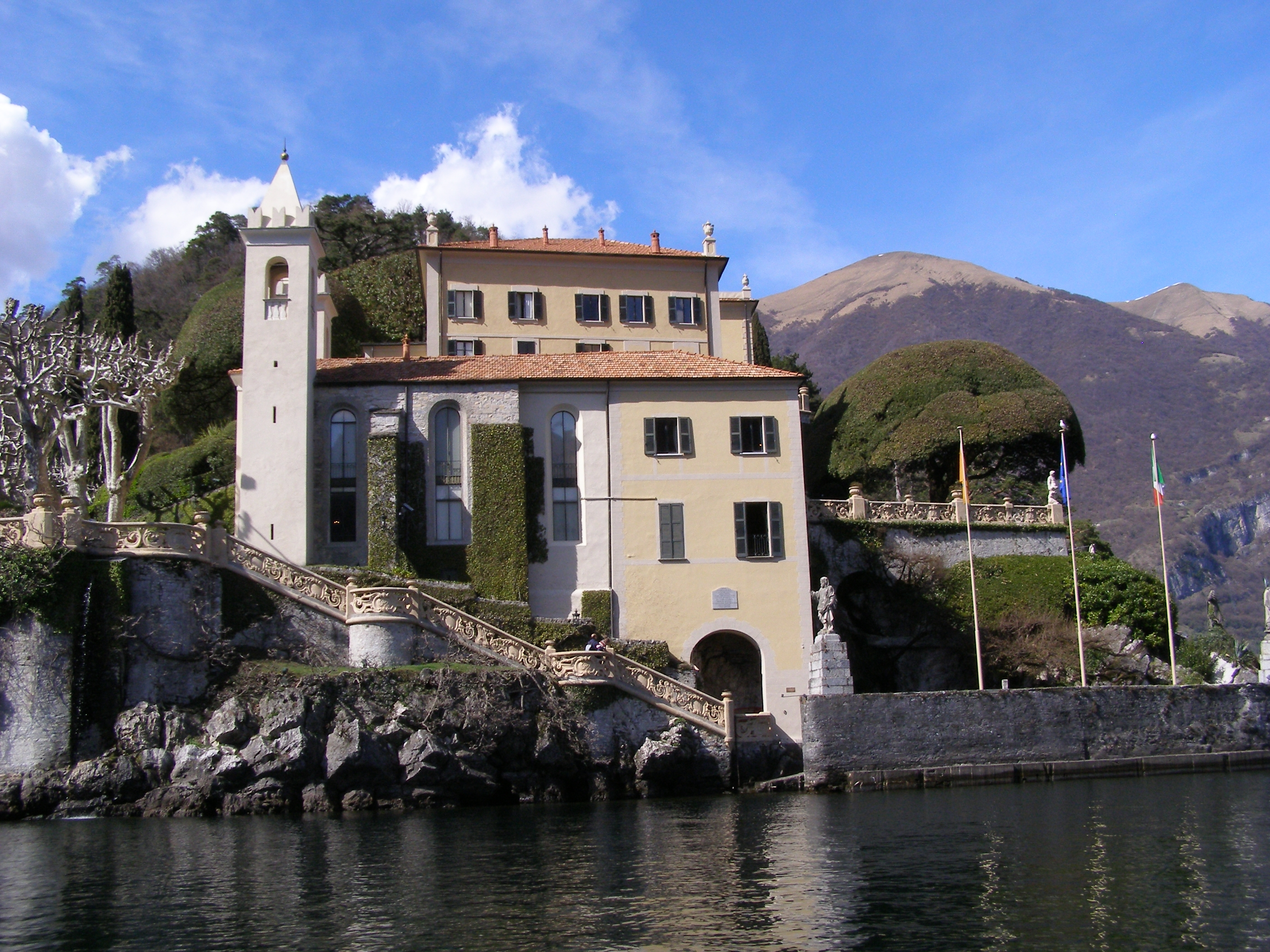
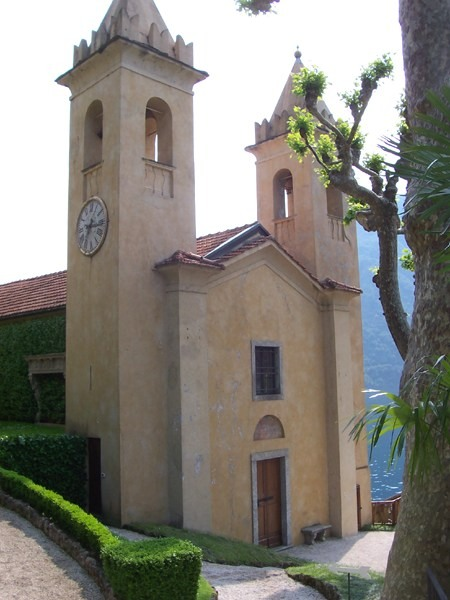
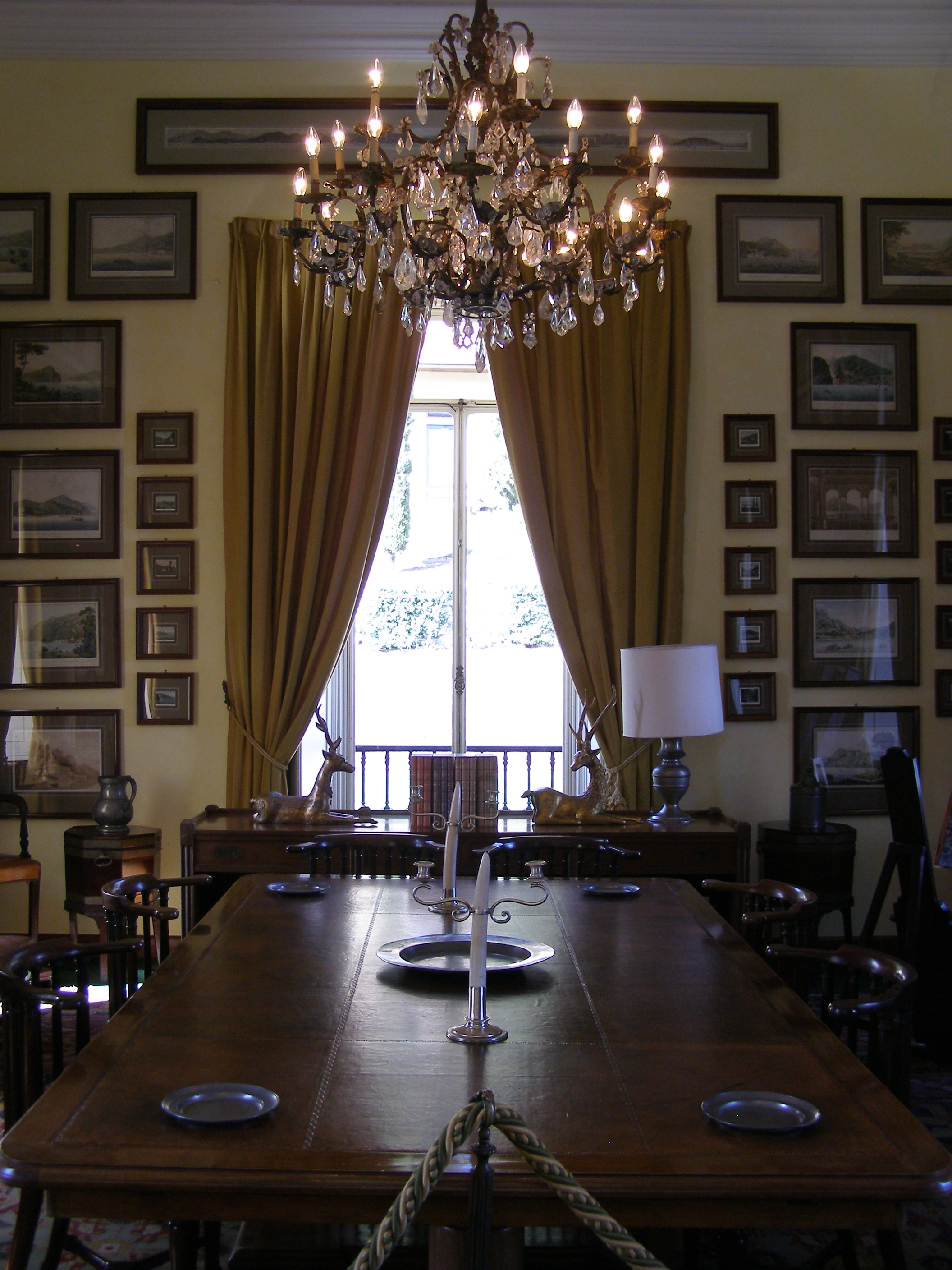
Villa del Balbianello
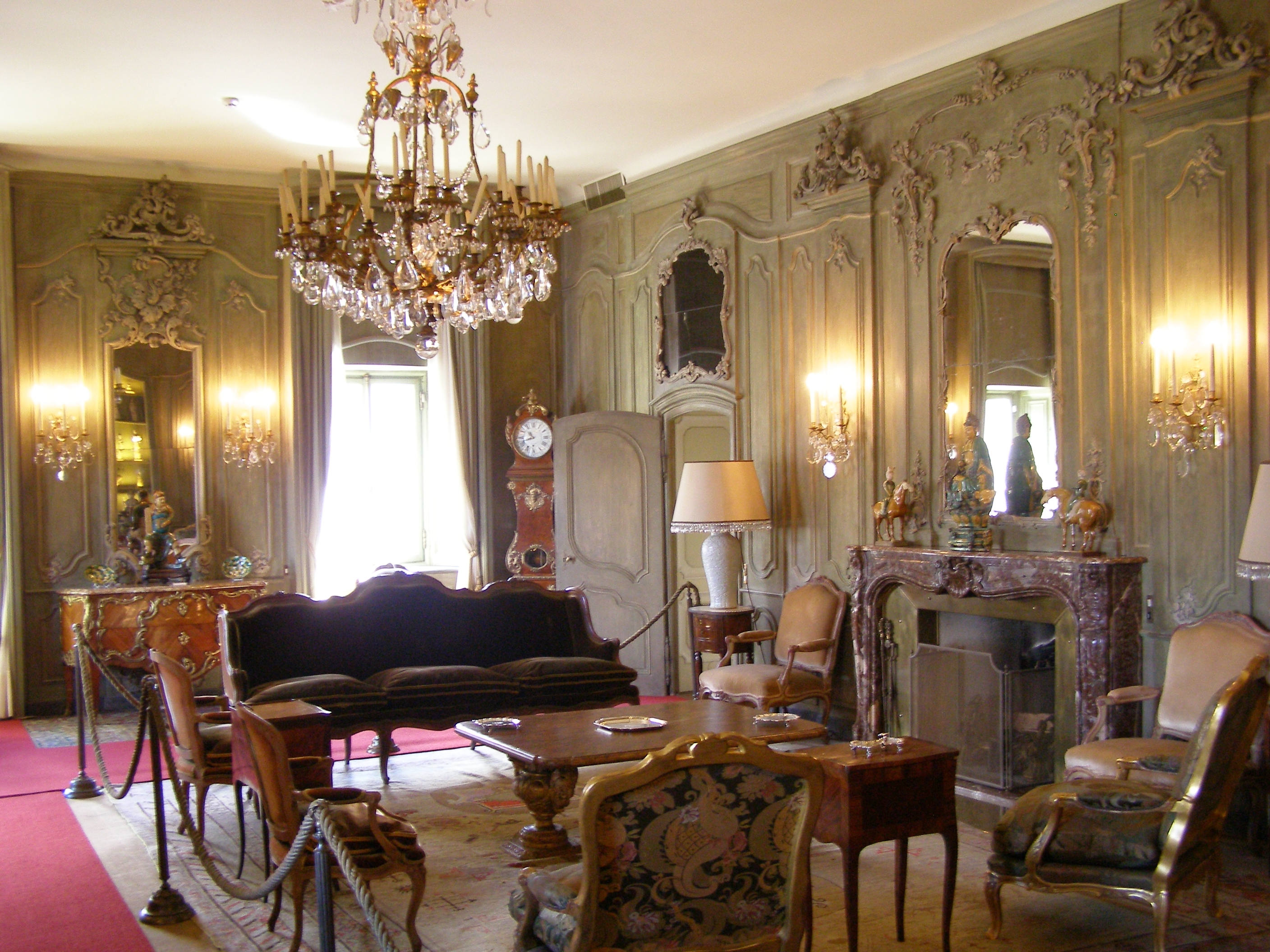
Lenno Villa
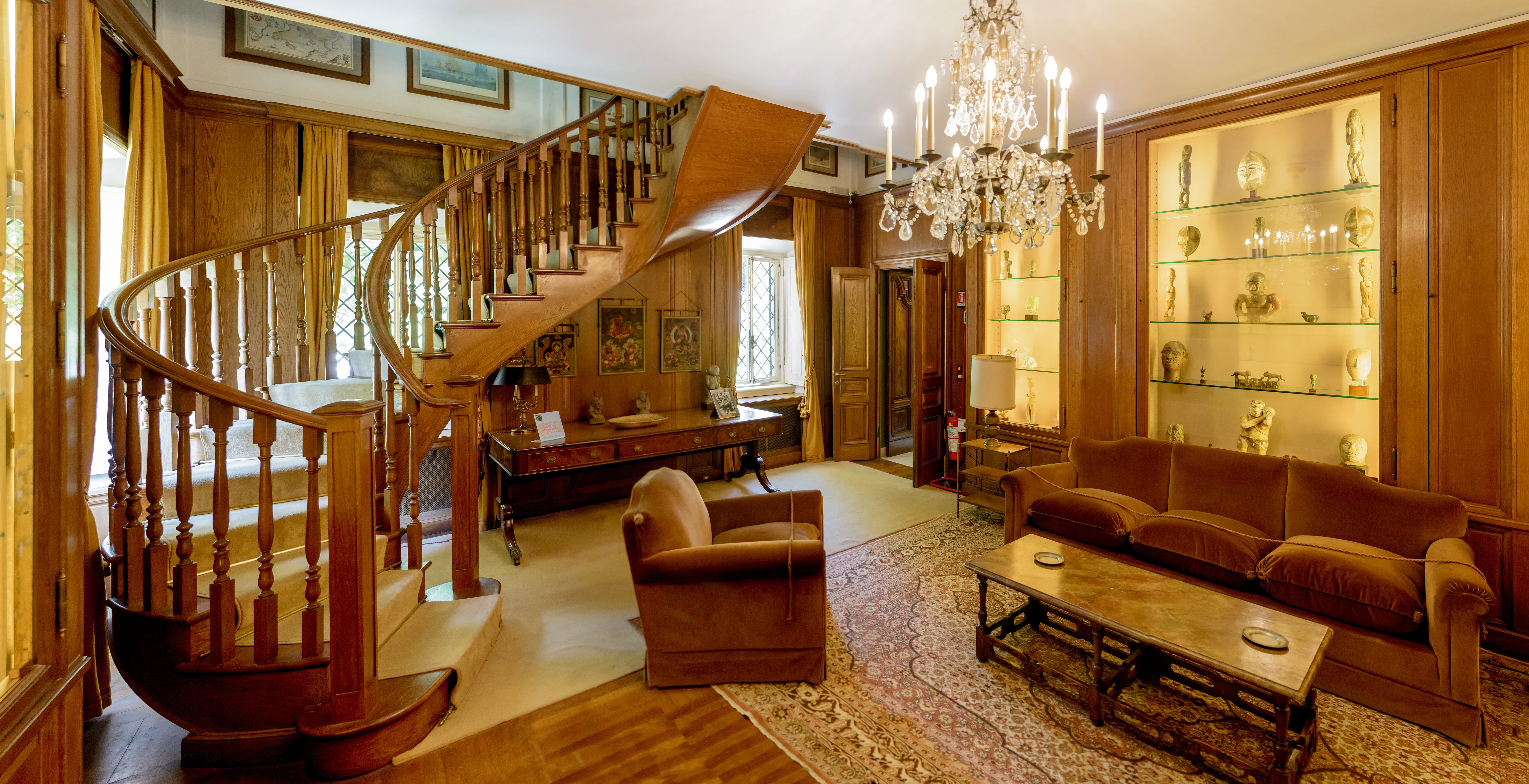
Exhibition Room
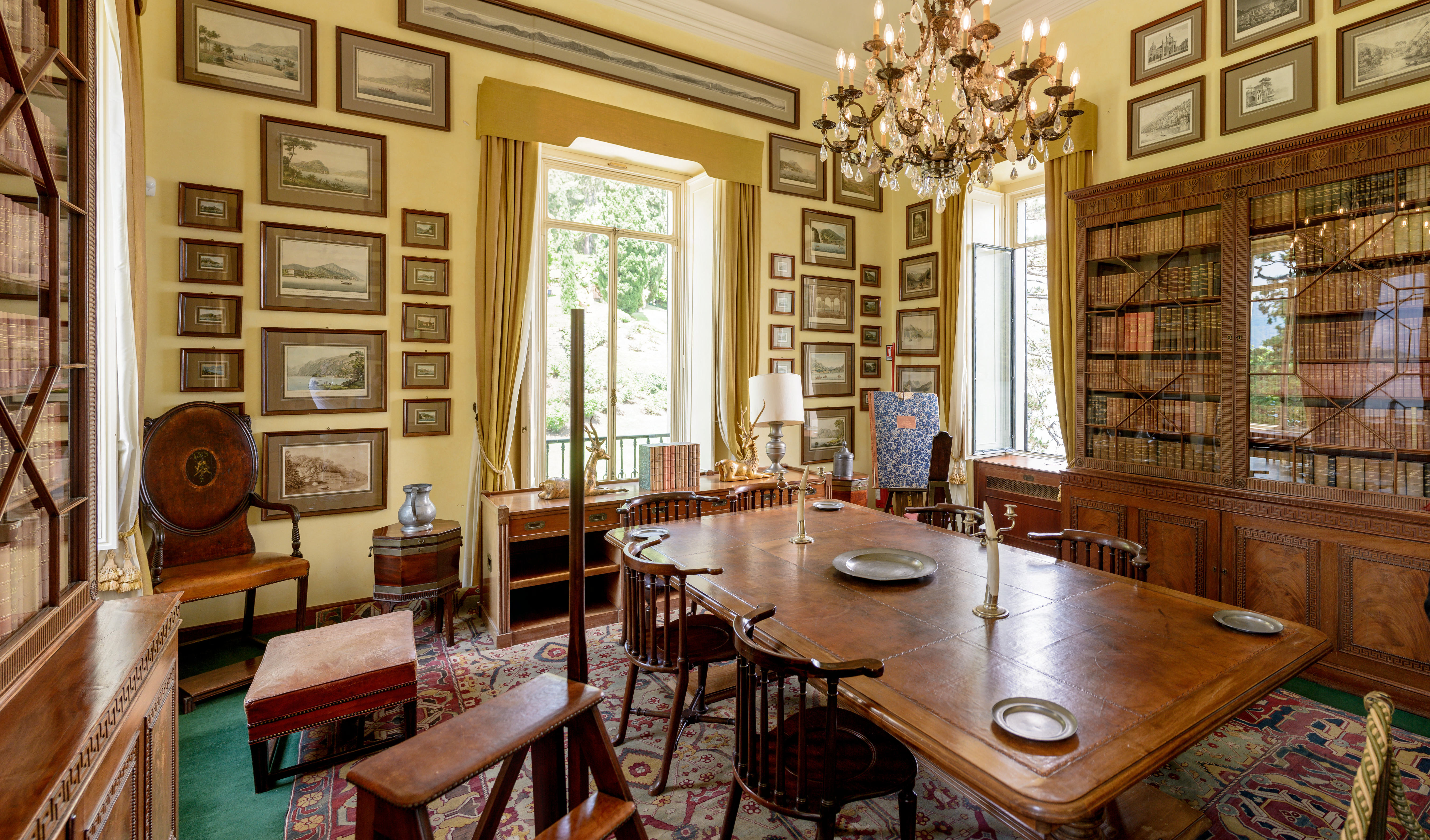
Map Room